# 234 (число)
234 (Дві́сті три́дцять чоти́ри) — натуральне число між 233 та 235.
- 234 день в році — 22 серпня (у високосний рік 21 серпня).

## В інших галузях
- 234 рік, 234 до н. е.
- В Юнікоді 00EA16 — код для символу «e» (Latin Small Letter E With Circumflex).
- NGC 234 — спіральна галактика з перемичкою в сузір'ї Андромеда.
- 234-й гвардійський Чорноморський ордена Кутузова III ступеня імені святого Олександра Невського десантно-штурмової полк.
- Arado Ar 234 Blitz — перший реактивний бомбардувальник, який брав участь у бойових діях.
- Ту-234 — старе позначення для Ту-204.